# Ivan Modigh
Per Ivan Modigh, född 12 juli 1897 i Hedvig Eleonora församling i Stockholms stad, död 5 juli 1982 i Sollentuna församling i Stockholms län, var en svensk militär.

## Biografi
Modigh avlade studentexamen 1917. Han avlade officersexamen vid Krigsskolan 1919 och utnämndes samma år till fänrik vid Hallands regemente, där han befordrades till löjtnant 1921. Han inträdde 1926 i Intendenturkåren, där han befordrades till kapten 1930. Åren 1939–1941 var han verkstadsintendent vid Arméns centrala beklädnadsverkstad. Han befordrades till major 1941, varpå han var chef för Tekniska revisionskontoret vid Intendenturdepartementet i Arméförvaltningen 1941–1945. År 1945 befordrades han till överstelöjtnant, varefter han var stabsintendent i IV. militärområdet 1945–1949, chef för Utrustningsbyrån i Intendenturavdelningen i Arméförvaltningen 1949–1954 och chef för Materielbyrån i Arméintendenturförvaltningen 1954–1957, befordrad till överste 1951. Han inträdde 1957 i reserven. Modigh var från 1957 intendent vid Stiftelsen Rödakorshemmet, varpå han var sjukhusdirektör vid Röda Korsets sjukhus 1967–1974.
Ivan Modigh invaldes 1954 som ledamot av Kungliga Krigsvetenskapsakademien. Han gifte sig 1935 med Johanne Ssen Foldby (1904–1995). Makarna är begravda på Östra kyrkogården i Jönköping.

### Utmärkelser
- Riddare av Svärdsorden, 1940.[8]
- Riddare av Vasaorden, 1950.[9]
- Kommendör av Svärdsorden, 1957.[10]